# Simplex (speelgoedmerk)
Simplex is een merknaam die oorspronkelijk werd gebruikt door de fabriek Steinmeier en Co. Onder de naam Simplex werden diverse houten speelgoed en leermiddelen (o.a. puzzels, leesplanken, speelplanken en klokken) op de markt gebracht. Simplex is voornamelijk bekend geworden door zijn houten inlegpuzzels: planken van multiplex waarin diverse figuren zijn uitgezaagd en die met behulp van een (plastic) knopje in en uit de plank kunnen worden gehaald. Bedenker van de puzzelplank was Frits van der Vlugt die in 1945 ging samenwerken met Herman Steinmeier.
De eerste Simplex-planken werden, kort na de Tweede Wereldoorlog, gemaakt in Aalst door Steinmeier uit restafval van Philips. Van de schijven die Philips uit de triplex frontplaten zaagde om ruimte te maken voor de luidsprekers in hun radio's werden ronde inlegpuzzels gemaakt.
In 1972 werd het bedrijf van Steinmeier en Co overgenomen door Fisher Price Toys, onderdeel van het Amerikaanse Quaker Oats Company. De productie in Nederland ging verder onder de naam Simplex Toys, in 1975 ging het bedrijf uiteindelijk failliet. De merknaam Simplex is verkocht en bestaat nog steeds, alleen vindt de productie plaats in China.
Sinds 2005 beschikt het Waalres Museum over een grote collectie speelgoed en leermiddelen van Simplex uit de periode 1945 tot 1975.